# Ružín (przystanek kolejowy)
Ružín – przystanek kolejowy na linii kolejowej nr 180 na Słowacji.